# Вайцзеккер, Карл Фридрих фон
Карл Фри́дрих фон Вайцзе́ккер (нем. Carl Friedrich von Weizsäcker; 28 июня 1912, Киль — 28 апреля 2007) — немецкий физик и философ

. 
Почётный член Леопольдины (1992), иностранный член французской Академии моральных и политических наук (1974).

## Биография
Вайцзеккер является выходцем из швабской семьи, давшей многих известных теологов, учёных и военных. Его дед был премьер-министром Вюртемберга, отец Эрнст фон Вайцзеккер — дипломатом нацистского периода, брат Рихард фон Вайцзеккер — президентом ФРГ в 1984—1994. Уже в ранние годы Вайцзеккер обнаруживал интерес к астрономии и физике. В 1929—1933 годах изучал физику в Берлине, Геттингене, Копенгагене (у Н. Бора) и Лейпциге (у В. Гейзенберга). Будучи молодым учёным, впервые получил полуэмпирическую формулу для энергии связи атомного ядра, которую назвали в его честь формулой Вайцзеккера. В 1942—1944 годах был профессором теоретической физики в Страссбурге.
В годы Второй мировой войны вместе с В. Гейзенбергом и другими немецкими учёными работал над созданием ядерных технологий для нацистской Германии («Урановый проект»).
В 1946—1957 годах Вайцзеккер руководил отделом в Институте физики Общества Макса Планка (Гёттинген).
В 1956 году Вайцзеккер, обеспокоенный проблемой ядерного вооружения, вместе с другими немецкими учёными-ядерщиками выступил с т. н. «Геттингенским заявлением» об отказе участвовать в изготовлении, испытании или применении ядерного оружия. С тех пор проблема политической ответственности учёного за общественные последствия своих открытий становится одной из главных тем его размышлений.
- В 1957—1969 годах — профессор философии в Гамбурге;
- С 1970 года — директор Института физики Общества Макса Планка в Штарнберге.

## Брак и дети
30 марта 1937 года женился на швейцарском историке Гундалене Инес Элизе Иде Вилле (1908–2000), дочери командира полковника корпуса Ульриха Вилле, с которой он познакомился в 1934 году, работая журналистом. 
Гундалена Вилле защитила докторскую диссертацию у Карла Якоба Буркхардта.
В браке родились трое сыновей и одна дочь: 
- Карл Кристиан[нем.] (род. 1938), женат на Элизабет фон Корф, 3 детей
- Эрнст Ульрих (род. 1939), женат на Кристине фон Вайцзеккер[нем.], 5 детей, среди которых Якоб фон Вайцзеккер[нем.]
- Элизабет[нем.] (род. 1940), замужем за Конрадом Райзером[нем.], 4 сыновей
- Генрих Вольфганг[нем.] (род. 1947), женат на Доротее Грассман, 4 детей, среди которых Георг фон Вайцзеккер[нем.] .

У Вайцзеккера также есть еще одна дочь, врач Доротея Бреннер, с которой он прожил последние несколько лет перед смертью.

## Философские взгляды
По мнению Вайцзеккера, философия должна создавать априорный фундамент частных наук, а также заниматься проверкой обоснованности лежащих в их основе принципов. Главная задача философии, как он считает, — достижение нового понимания единства природы, что возможно на основе синтеза философии и частных наук. Именно здесь обнаруживается философская значимость фундаментальной физики (под которой Вайцзеккер понимает квантовую физику). Только её аксиомы могут быть положены в основу познания, поскольку лишь они описывают условия возможности опыта и представляют мир как единое целое. Внимание Вайцзеккера привлекает диалог Платона «Парменид», который позволяет понять условия возможности самой рациональности и сферу её применимости.
По мнению Вайцзеккера, временная структура является условием всякого опыта. При этом прошедшее интерпретируется в категориях действительно-фактичного, а будущее в категориях возможности. Высказывания о будущих событиях могут быть сделаны только в форме вероятностных суждений. Опыт квантовой физики показывает, что суждения о будущем в строгой форме (идеал классической физики) невозможны. Это фундаментальное различие между прошлым и будущим выражает 2-й закон термодинамики. Вайцзеккер не выводит из этого закона традиционного следствия о возрастании энтропии: если отказаться от каузальной интерпретации будущего, то данное следствие перестает быть необходимым. На основании 2-го закона следует заключить, скорее, о росте богатства форм (как потенциальной информации). Такому взгляду должна соответствовать не классическая аристотелевская логика, а «квантовая», наделяющая высказывания не значением «истинно»/«ложно», а «необходимо», «возможно» или «невозможно».
Вайцзеккер — автор большого числа статей, посвященных проблемам современного мира и культуры. Одну из причин современного кризиса он видит в особенностях развития «больших» культур, в которых отношения строятся не на основе личного знакомства, как в архаической древности, а на процессах абстрагирования и квантификации взаимных прав и обязанностей в форме власти и денег.

## Награды
В 1989 году удостоен Темплтоновской премии.

## Основные работы
- Radiation emitted in collisions of very fast electrons (Ausstrahlung bei Stößen sehr schneller Elektronen), Z. Phys., 1934, 88, 612—625;
- Zum Weltbild der Physik, 1943; Die Geschichte der Natur, 1948;
- Die Verantwortung der Wissenschaft im Atomenzeitalter, 1957;
- Die Einheit der Natur, 1971; Wege in der Gefahr, 1977;
- Wahrnehmung der Neuzeit, 1983;
- Der bedrohte Frieden - heute, 1983;
- Aufbau der Physik, 198S;
- Вайцзеккер К. Ф. Физика и философия = Weizsacker C.F. von. Physics and philosophy // The Physicists Conception of Nature. Ed. J. Mehra. Dordrecht — Boston. 1973. P. 736-749. // Вопросы философии  / Перевод К. А. Томилина. — 1993. — № 1. — С. 115—125.